# Cuapnepantla
Cuapnepantla är en ort i Mexiko.   Den ligger i kommunen Zoquitlán och delstaten Puebla, i den sydöstra delen av landet, 250 km sydost om huvudstaden Mexico City. Cuapnepantla ligger 2 331 meter över havet och antalet invånare är 179.
Terrängen runt Cuapnepantla är kuperad åt nordost, men åt sydväst är den bergig. Runt Cuapnepantla är det ganska tätbefolkat, med 72 invånare per kvadratkilometer. Närmaste större samhälle är Coxcatlán, 12,4 km sydväst om Cuapnepantla. I omgivningarna runt Cuapnepantla växer i huvudsak blandskog.